# Bom Sucesso do Sul
Bom Sucesso do Sul é um município brasileiro do estado do Paraná. Sua população, conforme estimativas do IBGE de 2019, era de 3 264 habitantes.